# Papu Gómez
Pour les articles homonymes, voir Gomez.
 Papu Gómez, de son nom de naissance Alejandro Darío Gómez, né le 15 février 1988 à Buenos Aires, est un footballeur international argentin qui évolue au poste d'attaquant ou de milieu offensif.
Papu Gómez réalise sa formation et ses débuts en Argentine à l'Arsenal de Sarandi de 2003 à 2008, puis au CA San Lorenzo entre 2009 et 2010. Vient ensuite l'envol pour l'Europe, il porte alors les couleurs de Catane jusqu'en 2013 avant de tenter l'expérience en Ukraine en rejoignant l'ambitieux Metalist Kharkiv. Une expérience qui ne dure pas plus d'une saison en raison de la crise ukrainienne qui marque beaucoup le joueur et le pousse à partir. Après cet épisode malheureux il retourne en Italie et s'engage à l'été 2014 en faveur de l'Atalanta, un club où il passe 6 saisons et demi et dont il devient l'homme fort, connaissant même ses premières capes avec l'Argentine. Des tensions récurrentes avec son entraineur le poussent à quitter le club en janvier 2021 pour rallier la Liga espagnole et le Séville FC.
Il fait partie de l'équipe d'Argentine qui remporte la Copa América 2021, ainsi que la Coupe du monde 2022.

## Biographie

### Jeunesse
Dans sa jeunesse, Papu Gómez s'entraine régulièrement au tennis en compagnie de son oncle Hugo Villaverde, il reconnait qu'il aurait pu se tourner vers ce sport plutôt que vers le football.
Contrairement à la grande majorité de ses compatriotes, le jeune Papu n'est pas particulièrement fan de la star nationale Diego Maradona, à cause de la vie extra-sportive mouvementée que mène ce dernier. Ses modèles sont Pablo Aimar, Juan Román Riquelme et surtout Juan Sebastián Verón, « un vrai joueur, un homme, un leader » d'après ses dires.

### Débuts à l'Arsenal de Sarandí (2003-2009)
Gómez débute en 2003 dans l'équipe réserve du club argentin de l'Arsenal FC de Sarandi, dans la banlieue Sud-Est de Buenos Aires, alors dirigé par Jorge Burruchaga. Il est officiellement appelé en équipe première deux ans plus tard, le 13 août 2005, mais doit attendre le tournoi d'ouverture 2006 pour figurer régulièrement dans le onze titulaire, il prend alors part à 15 rencontres pour 2 buts et Arsenal termine à la cinquième place.
Ses débuts professionnels sont difficiles notamment en raison de sa petite taille, il doit s'entrainer avec des vêtements trop grands et subit régulièrement des moqueries. Un supporter lui crie un jour durant un match face à Banfield : « Petit, qu’est-ce que tu fais ici ? Retourne au collège ! ».
Le 30 novembre 2007, Gómez inscrit deux buts d'une grande importance en finale aller de Copa Sudamericana face à l'América Mexico. Arsenal s'impose 3 buts à 2 et remporte le titre malgré la défaite 2-1 au retour, grâce à la règle des buts à l'extérieur. Il s'agit là du premier titre collectif de la carrière de Papu Gómez.

### Confirmation avec San Lorenzo (2009-2010)
Gómez est recruté par le Club Atlético San Lorenzo de Almagro pour 2 millions de dollars à la veille du tournoi de clôture 2009. Ses bonnes performances avec Los Santos (48 matches, 8 buts) attirent l'attention de recruteurs de clubs européens. Il ne joue qu'une seule saison avec le club de Buenos Aires.
C'est lors de cette saison qu'il croise pour la première fois la route de Diego Simeone, qui est alors un jeune entraineur. Simeone décide de placer Gómez en tant qu'ailier plutôt qu'en numéro 10, car il sait qu'une fois que Papu aura rejoint l'Europe, aucun club ne voudra le placer en soutien de l'avant-centre en raison de son petit gabarit.
Si son passage à San Lorenzo est une réussite d'un point de vue sportif, Papu connait plusieurs moments de forte tension avec les supporters du club (réputés chauds) et Alberto Fanesi, l'entraineur qui précède Simeone. Le joueur va même jusqu'à déclarer : « J’ai pensé à partir de San Lorenzo et à me retirer du foot ».

### Arrivée en Europe à Catane (2010-2013)
En juillet 2010 il s'engage avec Catane, club de Série A, pour un montant de 3 millions d'Euros. Il rejoint l'important contingent argentin de l'effectif, auquel s'ajoute en 2011 l'entraineur Diego Simeone. Cette forte présence argentine a d'ailleurs beaucoup pesé dans le choix de Papu, qui déclare en effet qu'il ne connait pas le club mais qu'il sait que Maxi López et plusieurs compatriotes y évoluent.
Gómez est présenté officiellement le 21 juillet 2010 et débute sous ses nouvelles couleurs neuf jours plus tard à l'occasion d'une victoire 1-0 en amical face aux Grecs d'Iraklis. Il gagne rapidement ses galons de titulaire au sein de la formation italienne et réalise d'excellentes performances au cours de ses trois saisons en Sicile.
Papu inscrit quatre buts et délivre cinq passes décisives lors de chacune de ses deux premières saisons et prend un poids encore plus important dans l'équipe lors de la saison 2012-2013. Catane réalise cette saison-là les meilleures performances de son histoire en termes de victoires et de nombre de points. Gómez inscrit 8 buts et délivre 7 passes décisives en 36 apparitions et le club termine huitième de Série A, son meilleur classement à égalité avec la saison 1964-1965.
Bien qu'il soit un des joueurs les plus décisifs de l'effectif, Gómez est placé sur la liste des transferts par Catane à l'été 2013. Il est alors remplacé par Sebastián Leto, arrivé libre du club grec du Panathinaïkós. Les performances du club vont par la suite se détériorer jusqu'à une 18e place synonyme de relégation en 2014.

### Déboires ukrainiens au Metalist Kharkiv (2013-2014)
Papu Gómez repousse des offres de plusieurs grands clubs européens tels que la Fiorentina ou l'Inter car il est intéressé par l'Atlético de Madrid, désormais entrainé par Diego Simeone, qu'il a connu à San Lorenzo et Catane, et qui souhaite le recruter. Catane se montre trop exigeant financièrement et l'Atlético décide de se rabattre sur l'attaquant international espagnol David Villa.

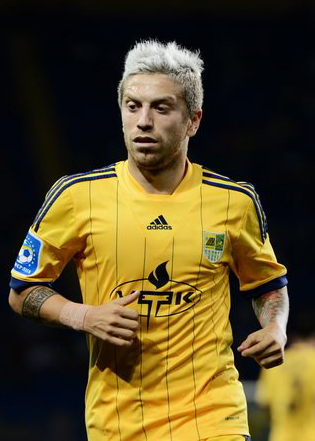
Gómez sous les couleurs du Metalist en 2013

Gómez décide finalement de s'engager en faveur du plus modeste, mais ambitieux, Metalist Kharkiv. Il explique son choix par le fait que le club ukrainien connait une croissance importante et lui offre l'occasion de disputer une campagne de Ligue des champions en tant que titulaire. Le Metalist réunit par ailleurs, comme Catane, un nombre important de joueurs argentins. Le montant du transfert s'élève à 7 millions d'euros, Gómez est lié au club pour quatre saisons avec une clause libératoire de 12 millions d'euros.
La suite des évènements ne sera pas très heureuse pour le joueur argentin : l'UEFA suspend en effet le Metalist de la Ligue des champions deux semaines après sa signature, en raison de matches arrangés en 2008.
En décembre, lors de la trêve hivernale, il souhaite résilier son contrat car il peine à trouver sa place dans son nouvel environnement extra-sportif difficile. Par ailleurs, il considère que le manque de visibilité et la faible qualité du championnat ukrainien constituent un frein à sa carrière. Il demande donc son transfert, de préférence en Série A où il a déjà brillé et particulièrement à la Fiorentina, club qui l'avait déjà approché lorsqu'il évoluait sous les couleurs de Catane. Il est prêt à accepter une baisse de son salaire pour faciliter l'accord. Le dossier n'aboutit finalement pas et Gómez termine la saison avec 3 buts et 6 passes décisives en 23 matches de championnat, son club terminant sur la troisième marche du podium.
Le joueur (tout comme plusieurs coéquipiers) refuse de retourner en Ukraine pour la saison 2014-2015 à cause du climat politique violent et instable dans le pays qui s'enfonce alors dans la crise. Le Chakhtar, champion d'Ukraine, connait des problèmes similaires avec ses joueurs sud-américains.

### Renaissance, sommets, puis départ tendu avec l'Atalanta Bergame (2014-2021)
L'Atalanta Bergamasca Calcio recrute Gómez le 1er septembre 2014 pour pallier le départ de Giacomo Bonaventura à Milan, acté le même jour. Le joueur argentin paraphe un contrat de trois ans avec le club lombard à quelques heures de la clôture du mercato estival.

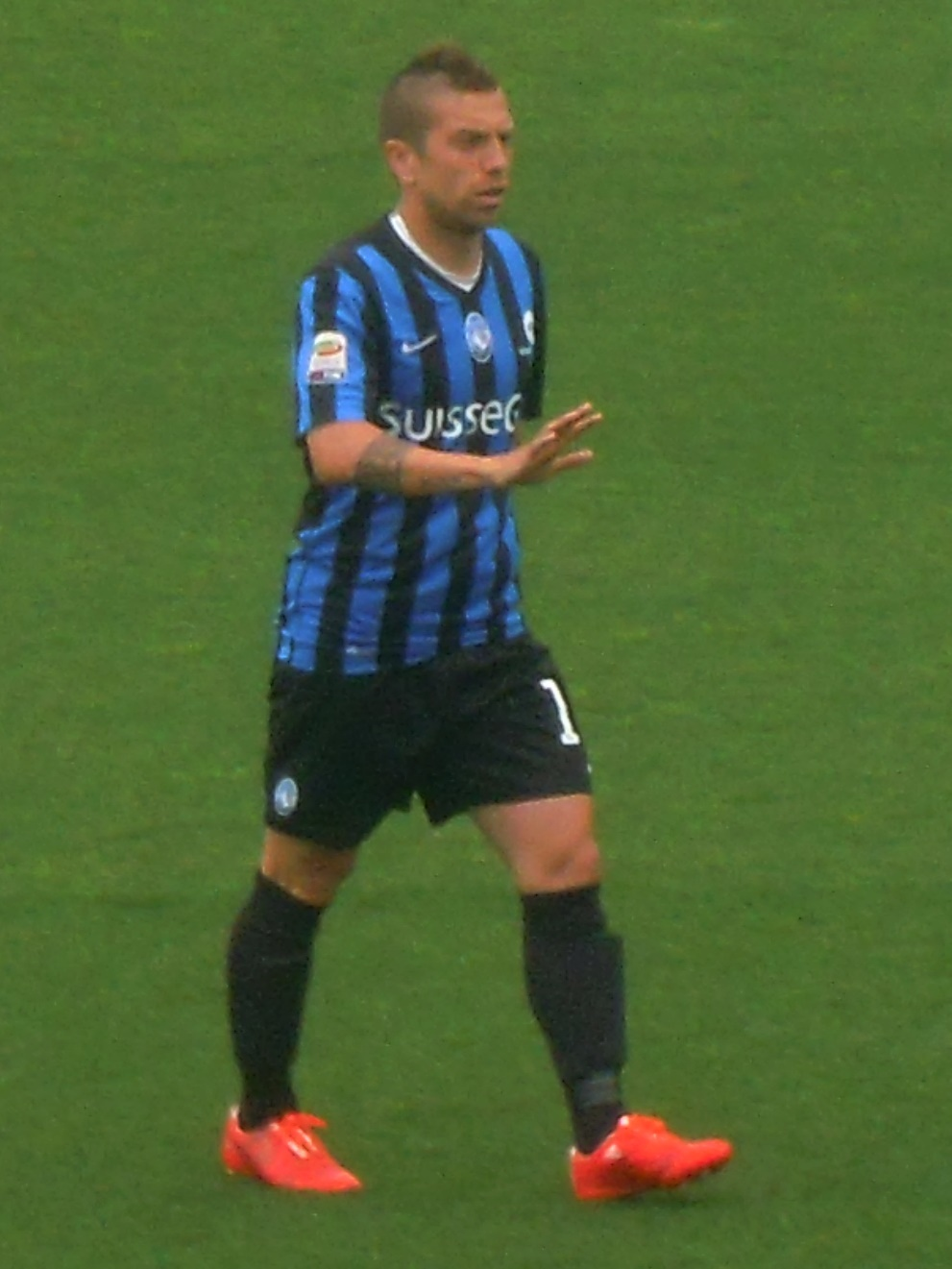
Gómez sous le maillot de l'Atalanta en 2015

#### Temps d'adaptation
Il réalise une première saison correcte avec 3 buts et 3 passes décisives en 24 matches. L'Atalanta se maintient de justesse en terminant 17ème, 3 points devant Cagliari.   
Sa deuxième saison est plus convaincante, il retrouve le niveau qu'il avait pu montrer à Catane avec 7 buts et 10 passes décisives qui permettent à Bergame d'obtenir une honorable 13ème place. Les belles performances de Papu attirent l'attention de plusieurs clubs, son contrat avec la Dea est donc prolongé jusqu'en juin 2020 le 4 février 2016.  

#### Homme fort de la Dea
En 2016-2017, Gómez réalise la saison la plus prolifique de sa carrière en inscrivant 16 buts et délivrant 11 passes décisives en 37 rencontres. Il permet à son club de se classer quatrième à la fin de la saison et donc de disputer l'Europa League. Cette année il devient également le capitaine de l'équipe à la suite de la retraite sportive de Cristian Raimondi, en plus d'être appelé pour la première fois en équipe d'Argentine.
Pour la première saison de Papu Gómez en tant que capitaine, l'Atalanta obtient une place historique sur le podium, synonyme de qualification pour la Ligue des champions. Le club atteint également la finale de Coupe d'Italie en 2019, mais s'incline 2 buts à 0 face à la Lazio.
Gómez inscrit son premier but en Ligue des champions le 26 novembre 2019 lors d'une victoire 2-0 à domicile face au Dinamo Zagreb. L'Atalanta parvient jusqu'aux quarts-de-finale d'une Ligue des champions fortement perturbée par la pandémie de COVID-19, elle est éliminée par le PSG. L'élimination est particulièrement difficile car la Dea menait au score à partir de la 27ème minute de jeu avant d'être rejointe à la 90ème, puis d'encaisser le but du 2-1 dans le temps additionnel de la rencontre.
Ce n'est pourtant pas l'aspect sportif qui fait le plus parler, Papu Gómez exprime en effet de gros remords sur le fait que la double confrontation face à Valence se soit déroulée normalement (sans restrictions particulières liées au contexte sanitaire) et ait pu entrainer une propagation du virus, il déclare alors : « Avoir joué ces matches est terrible ».
Côté championnat national, l'Atalanta décroche une nouvelle troisième place et Gómez obtient son deuxième titre de meilleur passeur de Série A avec 16 passes décisives, ce qui constitue le record du championnat d'Italie.

#### Tensions et clap de fin

Gasperini fait de Gómez son homme de base, avant de se brouiller avec lui

La saison 2020-2021 est mouvementée pour Papu ; le 1er décembre, à la mi-temps d'un match de poule de C1 face aux Danois de Midtjylland, il a un échange tendu avec son entraineur Gian Piero Gasperini à propos de son positionnement sur le terrain. Le joueur ne joue pas la seconde mi-temps de la rencontre. Sentant l'ambiance dans le vestiaire se tendre, les ultras de Bergame lancent un appel à l'unité avant le match de C1 suivant, face à l'Ajax Amsterdam. 
Les relations entre le joueur et l'entraineur vont tout de même se dégrader rapidement, au point que Gómez demande à quitter le club lors du mercato hivernal malgré les tentatives des dirigeants d'apaiser la situation, après plus de six ans de présence. Le club accepte à condition qu'il ne s'engage pas avec un concurrent en Série A, comme l'Inter ou la Juventus qui montrent alors de l'intérêt,. Papu refuse par ailleurs trois autres propositions de la part de la Fiorentina, du Torino et de Monza. 
Les tensions soudaines entre Gómez et son entraineur peuvent surprendre les observateurs car les deux hommes représentent les deux personnages les plus importants du retour au premier plan de l'Atalanta, en plus d'être proches l'un de l'autre. Cette rupture peut s'expliquer par le tempérament directif et rigide de Gasperini, auquel plusieurs observateurs imputent également le départ du latéral belge Timothy Castagne au mercato d'été 2020.
Le match de championnat face à la Juventus le 16 décembre 2020 constitue sa dernière apparition sous le maillot de la Dea, qu'il aura porté à 254 reprises pour 60 buts. Papu Gómez s'en va « dans un mélange de sentiments » d'après ses dires, mais il affirme que Bergame reste dans son cœur.

### Nouveau défi à Séville (2021-2023)
Le 26 janvier 2021, le Séville FC annonce la signature de Gómez jusqu'en juin 2024. Son désormais ancien entraineur Gasperini commente le jour-même : « Il nous a aidés à grandir, je ne peux que lui souhaiter le meilleur. Il va dans une équipe très forte qui joue la Ligue des champions, une belle étape ».
Il joue son premier match avec les Sévillans le 2 février lors d'une victoire 1-0 face à Almería en Coupe du Roi. Il inscrit son premier but quatre jours plus tard à l'occasion de la victoire 3-0 de son équipe contre Getafe en championnat.
Gómez a du mal à s'adapter au système de jeu mis en place par Julen Lopetegui, très rigide et laissant peu de libertés aux joueurs. Ses performances ne sont pas à la hauteur de ses années à Bergame, au point que les rumeurs de son départ de Séville dès l'été 2021 prennent de l'ampleur, seulement trois mois après son arrivée.
Il déclare au journal sportif espagnol Marca que son adaptation prend du temps car « Le championnat espagnol est compétitif et le football plus rapide que le championnat italien. » et qu'il doit s'adapter à un tout nouvel environnement.

### AC Monza
En septembre 2023, il s'engage pour une saison dans le club italien de l'AC Monza. En octobre, le média Relevo indique qu'il est suspendu deux ans pour dopage après un contrôle positif datant de novembre 2022 à Séville. Ce contrôle positif explique la résiliation prématurée du contrat du joueur avec le Séville FC survenue à l'été 2023 un an avant son terme.

### Parcours en sélection

#### Argentine U20
En 2007, Papu Gómez est sélectionné en équipe d'Argentine U20 pour le championnat de la CONMEBOL de football des moins de 20 ans organisé au Paraguay. Il dispute six rencontres lors de ce tournoi.

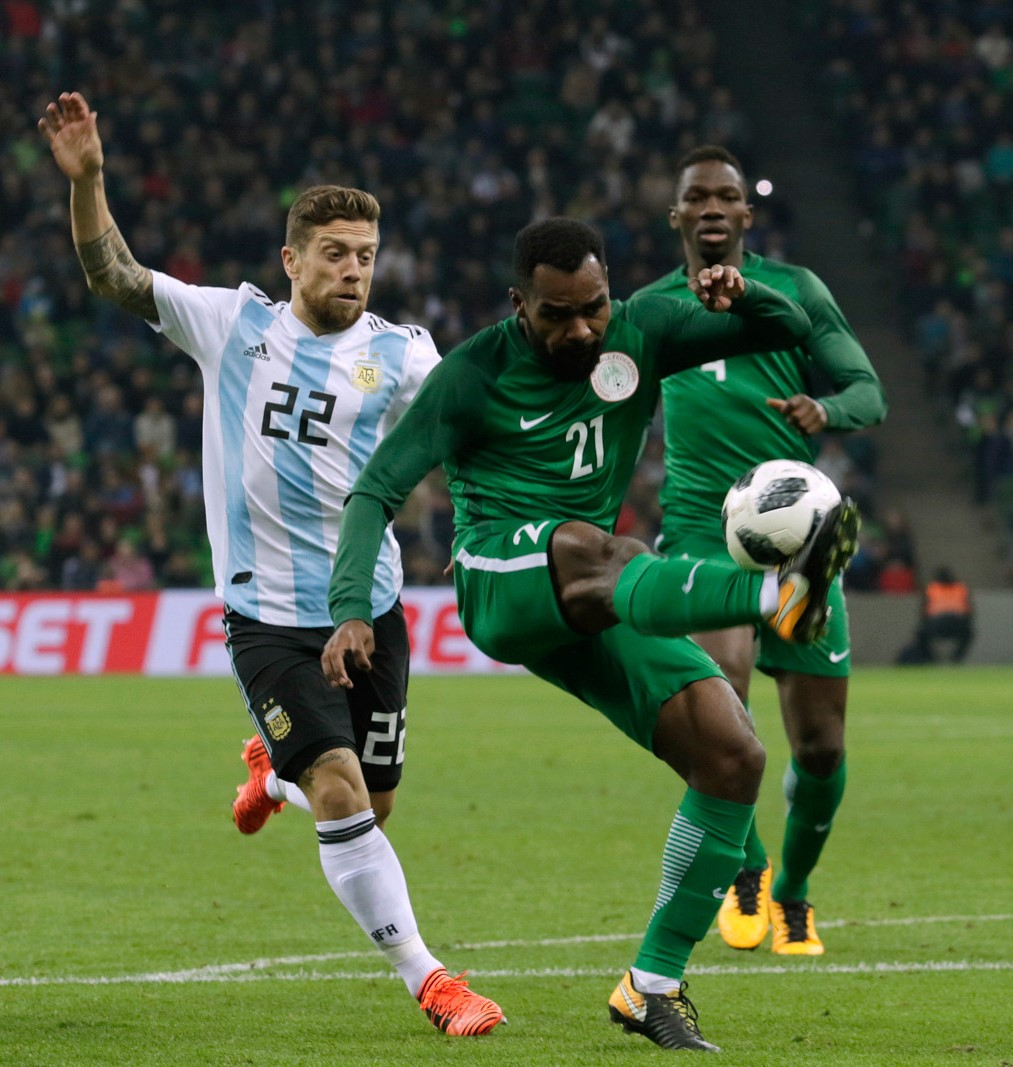
Papu Gómez à la lutte avec Brian Idowu lors du match amical Argentine-Nigeria en 2017 (2-4)

Plus tard la même année, il fait partie de l'équipe d'Argentine championne du monde U20 au Canada. Durant la compétition il prend part à deux matches et évolue aux côtés de joueurs comme Sergio Agüero ou Ángel Di María,.

#### Équipe d'Argentine
Gómez ne joue que pour l'Argentine dans les catégories de jeunes mais exprime son intérêt pour la sélection italienne, car il possède la double nationalité. La FIFA le considère cependant inéligible car il ne possédait pas cette double nationalité au moment de ses sélection en équipes de jeunes d'une part, et qu'il ne possède aucune ascendance italienne d'autre part.
Le 19 mai 2017, à la suite de son excellente saison avec Bergame, Papu Gómez honore sa première sélection avec l'Argentine face à Singapour, lors des débuts de Jorge Sampaoli en tant que sélectionneur. A cette occasion, il inscrit un but et délivre une passe décisive à Federico Fazio, l'Albiceleste s'impose 6 buts à 0. Il porte le maillot de l'Argentine à trois autres reprises cette année-là.
Après une longue absence, Gómez est de nouveau appelé en sélection en juin 2021 pour prendre part à la Copa América 2021. Durant le tournoi, il inscrit l'unique but de la victoire argentine face au Paraguay lors de la 3ème journée de la phase de groupes, puis un second but lors de la victoire 4-1 face à la Bolivie lors de la 5ème journée. L'Argentine remporte le tournoi en battant le Brésil 1 but à 0 en finale. Il s'agit du premier trophée de l'Albiceleste depuis 1993 et le premier titre majeur de Papu Gómez avec sa sélection, même s'il n'entre pas en jeu durant la finale.
Le 11 novembre 2022, il est sélectionné par Lionel Scaloni pour participer à la Coupe du monde 2022.

## Statistiques
| Saison                | Club                  | Championnat           | Championnat | Championnat | Championnat | Coupe(s) nationale(s) | Coupe(s) nationale(s) | Coupe(s) nationale(s) | Compétition(s) continentale(s) | Compétition(s) continentale(s) | Compétition(s) continentale(s) | Compétition(s) continentale(s) | Total | Total | Total |
| Saison                | Club                  | Division              | M.          | B.          | P.d.        | M.                    | B.                    | P.d.                  | Comp.                          | M.                             | B.                             | P.d.                           | M.    | B.    | P.d.  |
| 2005-2006             | Arsenal de Sarandi    | Primera Division      | 5           | 0           | 0           | -                     | -                     | -                     | -                              | -                              | -                              | -                              | 5     | 0     | 0     |
| 2006-2007             | Arsenal de Sarandi    | Primera Division      | 22          | 2           | 0           | -                     | -                     | -                     | CS                             | 10                             | 3                              | 1                              | 32    | 5     | 1     |
| 2007-2008             | Arsenal de Sarandi    | Primera Division      | 32          | 2           | 1           | -                     | -                     | -                     | CL+RS                          | 11+2                           | 1+0                            | 1+0                            | 45    | 3     | 2     |
| 2008-2009             | Arsenal de Sarandi    | Primera Division      | 18          | 8           | 5           | -                     | -                     | -                     | -                              | -                              | -                              | -                              | 18    | 8     | 5     |
| Sous-total            | Sous-total            | Sous-total            | 72          | 12          | 6           | 0                     | 0                     | 0                     | -                              | 23                             | 4                              | 2                              | 95    | 16    | 8     |
| 2008-2009             | San Lorenzo           | Primera Division      | 16          | 1           | 0           | -                     | -                     | -                     | -                              | -                              | -                              | -                              | 16    | 1     | 0     |
| 2009-2010             | San Lorenzo           | Primera Division      | 32          | 7           | 5           | -                     | -                     | -                     | CL+CS                          | 5+5                            | 0+1                            | 0+0                            | 42    | 8     | 5     |
| Sous-total            | Sous-total            | Sous-total            | 48          | 8           | 5           | 0                     | 0                     | 0                     | -                              | 10                             | 1                              | 0                              | 58    | 9     | 5     |
| 2010-2011             | Catane                | Serie A               | 28          | 3           | 3           | 1                     | 0                     | 0                     | -                              | -                              | -                              | -                              | 29    | 3     | 3     |
| 2011-2012             | Catane                | Serie A               | 32          | 4           | 1           | 1                     | 0                     | 0                     | -                              | -                              | -                              | -                              | 33    | 4     | 1     |
| 2012-2013             | Catane                | Serie A               | 36          | 8           | 8           | 3                     | 1                     | 0                     | -                              | -                              | -                              | -                              | 39    | 9     | 8     |
| Sous-total            | Sous-total            | Sous-total            | 96          | 15          | 12          | 5                     | 1                     | 0                     | -                              | -                              | -                              | -                              | 101   | 16    | 12    |
| 2013-2014             | Metalist Kharkiv      | Premier-Liha          | 23          | 3           | 6           | 1                     | 1                     | 0                     | -                              | -                              | -                              | -                              | 24    | 4     | 6     |
| Sous-total            | Sous-total            | Sous-total            | 23          | 3           | 6           | 1                     | 1                     | 0                     | -                              | -                              | -                              | -                              | 24    | 4     | 6     |
| 2014-2015             | Atalanta Bergame      | Serie A               | 24          | 3           | 3           | 1                     | 0                     | 1                     | -                              | -                              | -                              | -                              | 25    | 3     | 4     |
| 2015-2016             | Atalanta Bergame      | Serie A               | 34          | 7           | 10          | 2                     | 0                     | 0                     | -                              | -                              | -                              | -                              | 36    | 7     | 10    |
| 2016-2017             | Atalanta Bergame      | Serie A               | 37          | 16          | 11          | 2                     | 0                     | 0                     | -                              | -                              | -                              | -                              | 39    | 16    | 11    |
| 2017-2018             | Atalanta Bergame      | Serie A               | 36          | 6           | 9           | 4                     | 1                     | 0                     | C3                             | 7                              | 2                              | 2                              | 47    | 9     | 11    |
| 2018-2019             | Atalanta Bergame      | Serie A               | 35          | 7           | 11          | 5                     | 2                     | 1                     | C3                             | 6                              | 2                              | 1                              | 46    | 11    | 13    |
| 2019-2020             | Atalanta Bergame      | Serie A               | 35          | 7           | 16          | 1                     | 0                     | 0                     | C1                             | 9                              | 1                              | 2                              | 45    | 8     | 18    |
| 2020-2021             | Atalanta Bergame      | Serie A               | 10          | 4           | 2           | -                     | -                     | -                     | C1                             | 6                              | 2                              | 1                              | 16    | 6     | 3     |
| Sous-total            | Sous-total            | Sous-total            | 211         | 50          | 62          | 15                    | 3                     | 2                     | -                              | 28                             | 7                              | 6                              | 254   | 60    | 70    |
| 2020-2021             | Séville FC            | Liga                  | 18          | 3           | 1           | 3                     | 0                     | 0                     | C1                             | 2                              | 0                              | 0                              | 23    | 3     | 1     |
| 2021-2022             | Séville FC            | Liga                  | 29          | 5           | 1           | 4                     | 1                     | 0                     | C1+C3                          | 5+2                            | 0+0                            | 0+1                            | 40    | 6     | 2     |
| 2022-2023             | Séville FC            | Liga                  | 19          | 1           | 1           | -                     | -                     | -                     | C1                             | 8                              | 0                              | 1                              | 27    | 1     | 2     |
| Sous-total            | Sous-total            | Sous-total            | 66          | 9           | 3           | 7                     | 1                     | 0                     | -                              | 17                             | 0                              | 2                              | 90    | 10    | 5     |
| 2023-2024             | AC Monza              | Serie A               | 2           | 0           | 0           | -                     | -                     | -                     | -                              | -                              | -                              | -                              | 2     | 0     | 0     |
| Total sur la carrière | Total sur la carrière | Total sur la carrière | 517         | 97          | 94          | 28                    | 6                     | 2                     | -                              | 78                             | 12                             | 10                             | 623   | 115   | 106   |

## Palmarès

### En club
| Arsenal Sarandí (2)                                                                       | Atalanta Bergame                      | Séville FC (1)                          |
| ----------------------------------------------------------------------------------------- | ------------------------------------- | --------------------------------------- |
| - Coupe Suruga Bank (1) : - Vainqueur : 2008 - Copa Sudamericana (1) : - Vainqueur : 2007 | - Coupe d'Italie : - Finaliste : 2019 | - Ligue Europa (1) : - Vainqueur : 2023 |

### En équipe nationale
| Argentine U20 (1)                                                                     | Argentine (4) |
| ------------------------------------------------------------------------------------- | --- |
| - Coupe du Monde (1) : - Vainqueur : 2007 - Championnat CONMEBOL : - Finaliste : 2007 | - Coupe du Monde (1) : - Vainqueur : 2022 - Copa América (1) : - Vainqueur : 2021 - Coupe des Champions CONMEBOL-UEFA (1) : - Vainqueur : 2022 - Superclásico de las Américas (1) : - Vainqueur : 2017 |

### Distinctions personnelles
Atalanta Bergame :
- Joueur du mois de Série A en juin et septembre 2020[53]
- Meilleur passeur de Série A en 2019 et 2020
- Meilleur milieu de terrain de l'année de Série A en 2020
- Membre de l'équipe type de la Ligue des champions de l'UEFA en 2020

## Style de jeu
Papu Gómez est un joueur polyvalent, après avoir commencé sa carrière comme numéro 10 en Argentine il occupe quasiment tous les postes offensifs : ailier droit et gauche, milieu offensif,  second attaquant, faux numéro 9, etc. C’est un joueur qui apprécie la liberté de mouvement et il est fréquent de le voir changer de poste en cours de rencontre. 
Il est décrit comme un joueur talentueux, avec un petit gabarit et un centre de gravité bas qui lui octroient une grande vivacité. C’est un joueur rapide, créatif et dynamique, reconnu pour sa qualité de dribble et son important volume de jeu. Il est aussi réputé pour sa bonne vision du jeu, son intelligence dans le placement et les déplacements, ainsi que pour sa qualité de frappe aussi bien du pied droit que du gauche. Gómez est un joueur qui marque régulièrement et crée beaucoup d’occasions pour ses coéquipiers,. 
En plus de ses facilités athlétiques et techniques, Gómez possède de grandes qualités de meneur d’hommes qui lui ont notamment permis d’être capitaine à Kharkiv et à Bergame,.

## Faits extra-sportifs marquants

### Jeux vidéo
Papu fait parler de lui en fin d'année 2016 et début d'année 2017 sans le vouloir. Il attire en effet l'attention de la communauté de joueurs de FIFA 17 car son avatar dans le jeu est mieux noté dans de nombreux domaines que celui de son compatriote Lionel Messi, pourtant lauréat de 5 éditions du Ballon d'or à l'époque.

### Musique
Au printemps 2017 le joueur sort le titre « Baila como el Papu » (Danse comme el Papu) en collaboration avec le trio comique italien Gli Autogol. Le titre de la chanson se traduit en Français par "Danse comme le Papu" et fait référence à la fois à son surnom et à la danse qu'il réalise pour célébrer ses buts.
Le clip est visionné environs 30 millions de fois en 6 mois sur YouTube et le single se vend à 10000 exemplaires en Italie. Gómez reçoit un disque d'or de la part de Fédération de l'Industrie Musicale Italienne (FIMI) en novembre 2017, il déclare avec humour : « Je n'aurai pas de Ballon d'or, mais au moins j'ai eu un disque d'or ».

### Charité
En mai 2020, Papu organise « The Biggest Game », une grande loterie virtuelle visant à soutenir financièrement les hôpitaux en première ligne de la lutte contre le COVID-19. Les participants n'ont qu'à dépenser 5 euros pour obtenir un jeton qui peut leur permettre de gagner un maillot porté par un footballeur de premier plan. De nombreux joueurs acceptent de fournir des lots, dont par exemple Virgil van Dijk, Ivan Rakitić, Paulo Dybala, Luka Modrić, ou encore Dani Alves. Le tennisman Juan Martín del Potro se prête lui aussi au jeu en fournissant les chaussures qu'il a portées face à Rafael Nadal à Wimbledon. L'opération rencontre un franc succès et les sommes récoltées augmentent très rapidement.
Gómez est très satisfait de la mobilisation parmi les joueurs professionnels, il déclare à ce propos : « J'ai été vraiment stupéfait de voir à quel point tout le monde était impatient d'aider... Les footballeurs sont souvent décrits comme des gamins gâtés et super riches, mais les gens ne réalisent pas à quel point nous aidons en coulisses, en gardant le silence. ».

### Littérature
En juin 2020, Papu Gómez publie un livre pour enfants intitulé « Ciao, son il Papu » (Salut, je suis Papu) qui retrace son enfance puis sa carrière sous forme de roman graphique. L'ouvrage, édité chez Rizzoli, est disponible à la fois en format physique et numérique. Certaines boutiques de la ville de Bergame proposent des versions dédicacées par le joueur.